# St. Paulus (Bibra)

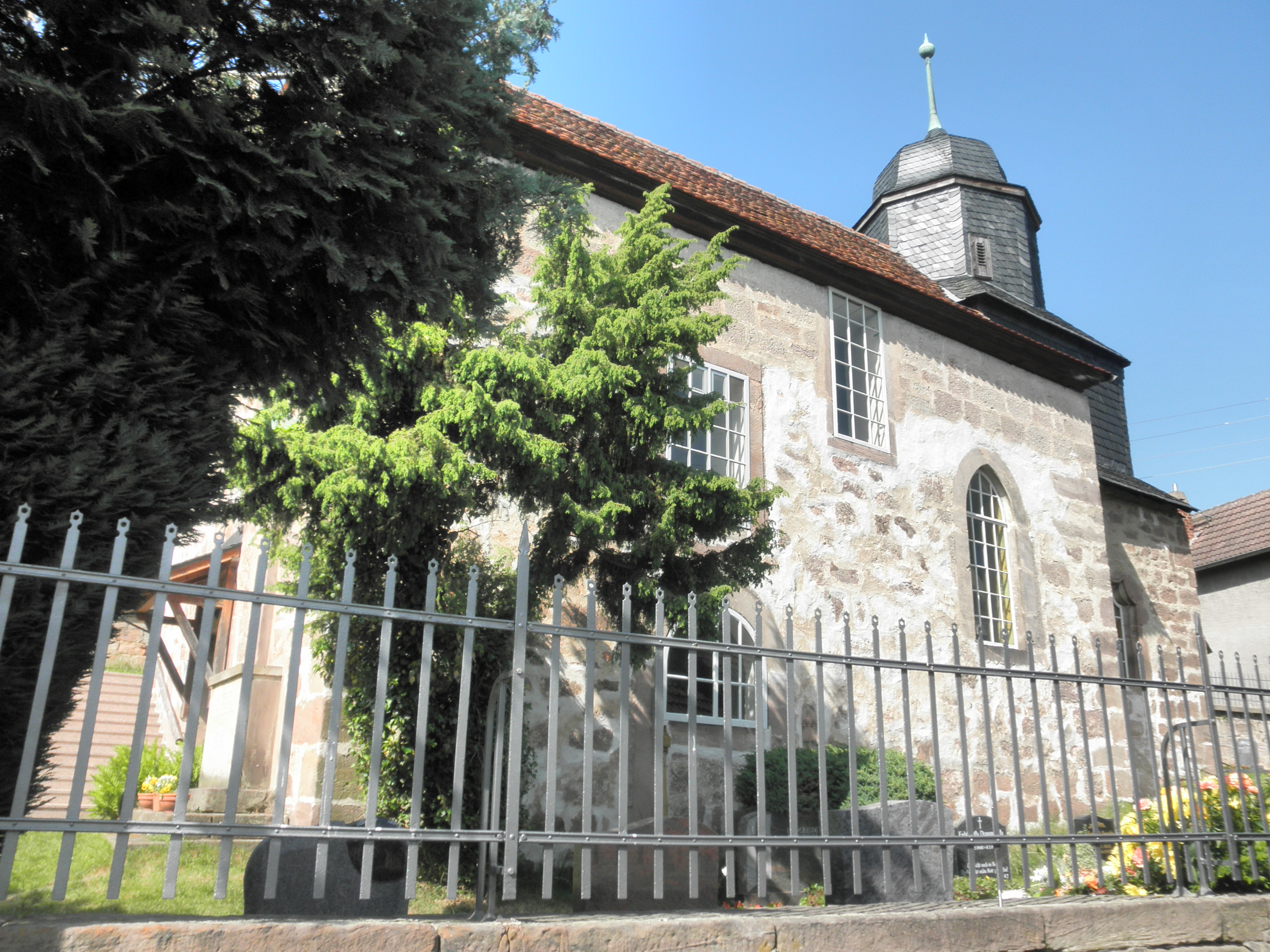
Die Kirche

Die Dorfkirche St. Paulus steht in der Gemeinde Bibra in der Verwaltungsgemeinschaft Südliches Saaletal im Saale-Holzland-Kreis in Thüringen. Sie gehört zum Kirchengemeindeverband Reinstädt-Reinstädter Grund im Kirchenkreis Eisenberg der Evangelischen Kirche in Mitteldeutschland.

## Lage
Die Dorfkirche befindet sich in Bibra am nördlichen Dorfrand in der Mitte des Dorfes. Knapp am Kirchengelände führt die Kreisstraße von Kahla in Richtung Reinstädt vorüber. Etwa 1,5 Kilometer nördlich liegt der Ortsteil Zwabitz.

## Geschichte
Die Saalkirche mit dem eingezogenen rechteckigem Chor und der Apsis stammt aus dem 13. Jahrhundert. Aus spätgotischer Zeit ist an der Südseite des Schiffes ein Relief mit einem Krückenkreuz in einer Nische erhalten. Aus einem 1503 durchgeführten Umbau stammen die Vorhangbogenfenster mit profiliertem Gewände an der Chorsüdseite. Ein Achtpass krönt die kleine Kirche. Die gotischen Figuren in dem Flügelaltar stammen wahrscheinlich aus der Saalfelder Schnitzschule.